# Икономически съюз
Икономически съюз означава наличието на общ пазар и съвместното осъществяване на обща данъчна, парична и социална политика, което се смята за висша степен на интеграция. Приема се, че другите две степени за интеграция са зоната за свободна търговия, при която се отменят вътрешните мита, но не се установяват общи външни мита, и митническият съюз, който добавя към характеристиките на зоната за свободна търговия общите външни мита.